# تئاتر آلمیدا
تئاتر آلمیدا (انگلیسی: Almeida Theatre) یک سالن نمایش در شهر لندن، انگلستان است.
این تئاتر که در سال ۱۸۳۳ تأسیس شده دارای ۳۲۵ نفر ظرفیت می‌باشد.